# Łaziska Górne Brada
Łaziska Górne Brada – mijanka i przystanek osobowy w Łaziskach Górnych, w dzielnicy Brada, w województwie śląskim, w Polsce. 8 lipca 2018 roku ogłoszono przetarg na odbudowę mijanki w Bradzie, połączonej z zabudową 2 nowych rozjazdów, toru dodatkowego, sieci trakcyjnej, wymianę sieci trakcyjnej na długości stacji w torze nr 1 oraz modernizacji peronu. Budowa została ukończona pod koniec 2019 roku.

## Ruch pasażerski
| Rok  | Wymiana pasażerska na dobę |
| ---- | -------------------------- |
| 2017 | 20-49                      |
| 2022 | 20-49                      |